# Rite de Yom Kippour dans le sanctuaire
Le rituel effectué par le Grand prêtre d’Israël dans le sanctuaire à l’occasion de la fête de Yom Kippour représentait le rite principal de cette fête à l’époque du Tabernacle et du second Temple de Jérusalem. Le silence des sources bibliques et autres sur le rite au cours de la période du premier Temple a mené les critiques de la Bible à considérer que ce rite et la fête seraient d’institution post-exilique.  
Occupant la majeure partie du traité Yoma, il disparaît avec la destruction du second Temple, mais il est préservé dans la liturgie de Yom Kippour où il est répété lors de l’office de moussaf.